# Aleksin
Aleksin (ros. Алексин) – miasto w zachodniej Rosji, w obwodzie tulskim, liczące 57 102 mieszkańców (2021).